# Брадати црви
Брадати црви (Pogonophora) су црволики бескичмењаци који припадају целомским деутеростомијама. Тело им је изужено, веома танко (кончасто) и завучено у хитинску љуштуру у облику цевчица. На главеном режњу носе тентакуле, којих може да буде чак до 250. На њима се налазе сићушни продужеци или израштаји ћелија, названи пинуле.
Почетком 20. века пронађени су први примерци у мору око Индонезије, а 1955. год их је руски зоолог Иља Иванов издвојио у засебан филум.
Живе на дну мора на дубини од 150 до 3000 m, а има врста које живе и на већим дубинама.
Јединствени су организми по томе што слободно живе, а цревно варење је замењено спољашњим. Код њих не постоји цревни систем већ улогу сакупљања хране, варења и апсорпције обављају тентакуле. Тентакуле се приљубе једна уз другу образујући цевасту творевину (међутентакуларни простор) чија је унутрашњост испуњена испреплетаним пинулама. Струјањем воде детритус и планктон, којима се хране, доспевају до пинула где се варе и апсорбују.